# Stung! (film 1910)
Stung! è un cortometraggio muto del 1910 di cui non si conosce il nome del regista, prodotto e distribuito dall'Independent Moving Pictures Co. of America.

## Produzione
Il film fu prodotto dall'Independent Moving Pictures Co. of America (IMP)

## Distribuzione
Il film - un cortometraggio di 181,35 metri - uscì nelle sale statunitensi il 2 marzo 1910, distribuito dall'Independent Moving Pictures Co. of America (IMP).